# Comtat de Požega-Eslavònia
El Comtat de Požega-Slavonia (Požeško-slavonska županija) és un comtat de Croàcia en l'Eslavònia central. La capital és Požega. Població: 85.831 (cens 2001).

## Geografia
El comtat de Požega-Slavonia limita amb el comtat de Bjelovar-Bilogora al nord-oest, amb el comtat de Virovitica-Podravina al nord, amb el comtat d'Osijek-Baranja al nord-est, amb el comtat de Brod-Posavina al sud, i amb el comtat de Sisak-Moslavina al sud-oest.

## Població
| Ètnia      | Nombre | Percentatge |
| ---------- | ------ | ----------- |
| Croats     | 76.118 | 88,68%      |
| Serbis     | 5.616  | 6,54%       |
| Italians   | 788    | 0,92%       |
| Txecs      | 775    | 0,90%       |
| Hongaresos | 221    | 0,26%       |
| Albanesos  | 146    | 0,17%       |
| Eslovacs   | 120    | 0,14%       |

## Divisió administrativa
Požega-Slavonija es divideix en:
- Ciutat de Požega
- Ciutat de Lipik
- Ciutat de Pakrac
- Ciutat de Pleternica
- Municipi de Brestovac
- Municipi de Čaglin
- Municipi de Jakšić
- Municipi de Kaptol
- Municipi de Kutjevo
- Municipi de Velika

## Govern del comtat
L'assemblea del comtat és formada per 41 representants, i composta per:
- Unió Democràtica Croata (HDZ) 15
- Partit dels Camperols de Croàcia (HSS) 4
- Partit Socialdemòcrata de Croàcia (SDP) 15
- HSP-IL Zec: 4
  - Llista Independent - Vlado Zec
  - Partit Croat dels Drets (HSP)
- HSU-DC-HSLS: 3
  - Partit dels Pensionistes Croats (HSU)
  - Centre Democràtic (DC)
  - Partit Social Liberal de Croàcia (HSLS)

Basat en els resultats de les eleccions del 2005.

## Fills il·lustres
Són fills de localitats del comtat les següents persones:
- Jadranka Kosor (Pakrac, 1953), periodista i política
- Nenad Mirosavljević (Požega, 1977), futbolista
- Predrag "Peja" Stojakovic (Požega, 9 de juny de 1977), jugador de bàsquet.